# フリザンコ
フリザンコ（伊: Frisanco）は、イタリア共和国フリウリ＝ヴェネツィア・ジュリア州ポルデノーネ県にある、人口約600人の基礎自治体（コムーネ）。

## 地理

### 位置・広がり

#### 隣接コムーネ
隣接するコムーネは以下の通り。
- アンドレーイス
- バルチス
- カヴァッソ・ヌオーヴォ
- クラーウト
- ファンナ
- マニアーゴ
- メドゥーノ
- トラモンティ・ディ・ソプラ
- トラモンティ・ディ・ソット

### 気候分類・地震分類
フリザンコにおけるイタリアの気候分類 (it) および度日は、zona F, 3235 GGである。
また、イタリアの地震リスク階級 (it) では、zona 1 (sismicità alta) に分類される。

## 文化・観光
分離集落Poffabroは、「イタリアの最も美しい村」クラブの加盟メンバーである。